# Bessel Kok
Bessel Kok (Hilversum, 13 december 1941) was een van de grondleggers van SWIFT, waar hij CEO was van 1980 tot 1991. Later stond hij aan het hoofd van Belgacom van 1992 tot 1995. Tot 2004 was hij werkzaam als vicevoorzitter bij Český Telecom.
Hij werd een belangrijke promotor van schaaktoernooien. Zelf is Bessel Kok geen groot schaker. Hij ziet veel overeenkomsten tussen een schaker en een manager: "Je staat er alleen voor en hebt geen supporters. De stukken schuiven over het bord zonder dat je altijd precies weet waar je tegenstander naartoe wil. Vooruitdenken is de boodschap, niet één maar meerdere zetten. Je strategie telt!".
In 1985 richtte hij samen met Gary Kasparov de Grandmaster Association op, waarvan hij tot 1991 voorzitter was. In 2006 was hij kandidaat voorzitter van de FIDE, maar hij verloor de verkiezing met 54-96 van Kirsan Iljoemzjinov. In 2011 werd Kok bestuurslid van de nieuwe (fusie-)wielerploeg Omega Pharma - Quick Step.